# Muziektheorie van A tot Z

## A
A capella -
Absoluut gehoor -
Adagio -
Additief ritme -
Aerofonen -
Akkoord -
Akoestiek -
Allegro -
Andante -
Appoggiatura -
Arco -
Arpeggio-
Arrangeur -
Articulatieteken -
Atonaliteit -

## B
Bach -
Barokmuziek -
Beethoven -
Bladmuziek -
Boventoon -

## C
Cadens -
Classicisme -
Componist -
Compositie -
Conservatorium -
Consonantie -
Contrapunt -
Contrasubject -

## D
Da capo -
Decime -
Decrescendo -
Diatoniek -
Diminuendo -
Dirigent -
Dissonantie -
Dithyrambe -
Divisief ritme -
Dodecafonie - 
Do-re-mi -
Dominant - Dominantakkoord -
Dominant septiemakkoord -
Doorwerking -
Dubbelfuga -
Dulciaan -
Duodecime -
Dux -
Dynamiek -

## E
Elektrofonen -
Episode -
Expositie -

## F
Frequentie -
Fuga -

## G
Geluid -
Genre -
Geschiedenis van de klassieke muziek -
Geschiedenis van de muzieknotatie -
Grondtoon -

## H
Harmonieleer -
Hoofdvorm -

## I
Idiofoon -
Improvisatie -
Instrument -
Instrumentatie -
Interval -
Lijst van Italiaanse muziektermen -

## J
Jazzmuziektheorie -

## K
Kerkmuziek -
Koor -
Kruis -
Kwart -
Kwint -

## L
Legatoboog -

## M
Maat -
Maatsoort -
Maatstreep -
Majeur -
Marsmuziek -
Melodie -
Membranofoon -
Mineur -
Modulatie -
Mol -
Mordent -
Motet -
Mozart -
Musicologie -
Musicus -
Muziek -
Muziekgeschiedenis -
Muziekinstrument -
Muziekinstrumentenlijst -
Muzieknotatie -
Muziekstijlen -
Muziektheorie -

## N
Neume -
None -
Notatie -
Notenbalk -

## O
Octaaf -
Omkeerbaar contrapunt -
Orkestratie -
Overbinding -

## P
Partituur -
Piano -
Prime -

## R
Resonantie -
Romantiek -

## S
Secunde -
Septiem -
Septiemakkoord -
Sext -
Solfège -
Sonate -
Sonatevorm -
Stemming -
Stijl -
Strijkinstrument -
Strijkkwartet -
Subdominant -
Subject -
Symfonie -
Symfonieorkest -

## T
Tartini-toon -
Tempo -
Terts -
Thema -
Toetsinstrument -
Tonica -
Toonladder -
Toonsoort -
Transponeren -
Twaalftoonstechniek

## U
Undecime -

## V
Versieringsteken -
Vlooienmars -
Vocalise -
Voorslag -
Vormleer -

## W
Eerste Weense School -